# Saison 2016 de l'équipe cycliste CCC Sprandi Polkowice
La saison 2016 de l'équipe cycliste CCC Sprandi Polkowice est la dix-septième de cette équipe.

## Préparation de la saison 2016

### Arrivées et départs
| Arrivées            | Équipe 2015             |
| ------------------- | ----------------------- |
| Alan Banaszek       |                         |
| Víctor de la Parte  | Vorarlberg              |
| Felix Großschartner | Felbermayr Simplon Wels |
| Marcin Mrożek       | Vejus-Tmf               |
| Simone Ponzi        | Southeast               |

| Départs                | Équipe 2016        |
| ---------------------- | ------------------ |
| Grega Bole             | Nippo-Vini Fantini |
| Christian Delle Stelle | ?                  |
| Marek Rutkiewicz       | Wibatech Fuji      |
| Stefan Schumacher      | Christina Jewelry  |

## Coureurs et encadrement technique

### Effectif

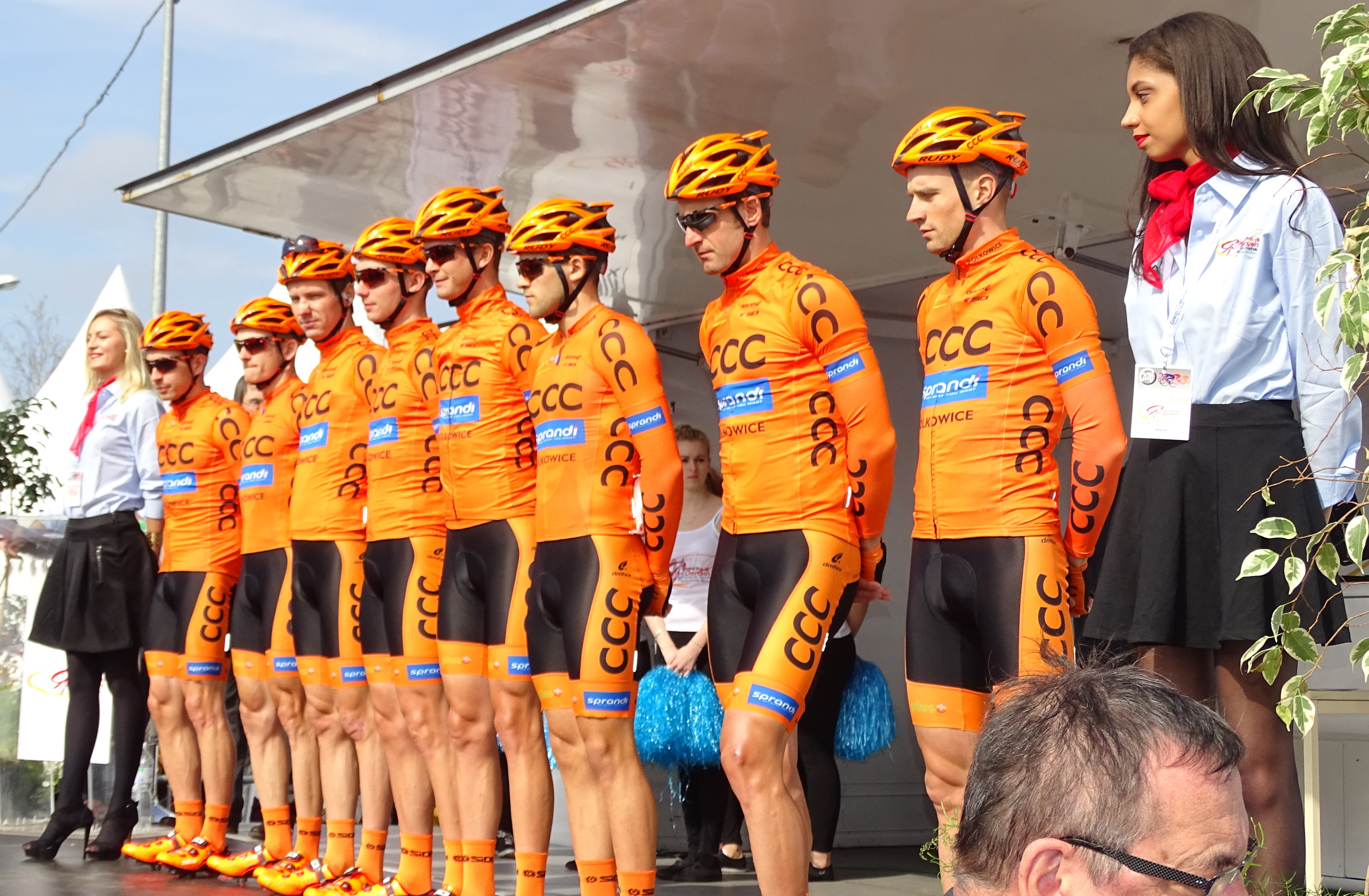
L'équipe lors du Grand Prix de Denain.

| Cycliste            | Date de naissance | Nationalité | Équipe 2015             |  |
| ------------------- | ----------------- | ----------- | ----------------------- |  |
| Alan Banaszek       | 30 octobre 1997   | Pologne     |                         |  |
| Piotr Brożyna       | 17 février 1995   | Pologne     | CCC Sprandi Polkowice   |  |
| Josef Černý         | 11 mai 1993       | Tchéquie    | CCC Sprandi Polkowice   |  |
| Víctor de la Parte  | 22 juin 1986      | Espagne     | Vorarlberg              |  |
| Felix Großschartner | 23 décembre 1993  | Autriche    | Felbermayr Simplon Wels |  |
| Jan Hirt            | 21 janvier 1991   | Tchéquie    | CCC Sprandi Polkowice   |  |
| Adrian Honkisz      | 27 février 1988   | Pologne     | CCC Sprandi Polkowice   |  |
| Jakub Kaczmarek     | 27 septembre 1993 | Pologne     | CCC Sprandi Polkowice   |  |
| Tomasz Kiendyś      | 23 juin 1977      | Pologne     | CCC Sprandi Polkowice   |  |
| Adrian Kurek        | 29 mars 1988      | Pologne     | CCC Sprandi Polkowice   |  |
| Eryk Latoń          | 22 août 1993      | Pologne     | CCC Sprandi Polkowice   |  |
| Kamil Małecki       | 2 janvier 1996    | Pologne     | CCC Sprandi Polkowice   |  |
| Jarosław Marycz     | 17 avril 1987     | Pologne     | CCC Sprandi Polkowice   |  |
| Bartłomiej Matysiak | 11 septembre 1984 | Pologne     | CCC Sprandi Polkowice   |  |
| Nikolay Mihaylov    | 25 juin 1981      | Bulgarie    | CCC Sprandi Polkowice   |  |
| Marcin Mrożek       | 26 février 1990   | Pologne     | Vejus-Tmf               |  |
| Łukasz Owsian       | 24 février 1990   | Pologne     | CCC Sprandi Polkowice   |  |
| Michał Paluta       | 14 octobre 1995   | Pologne     | CCC Sprandi Polkowice   |  |
| Maciej Paterski     | 12 septembre 1986 | Pologne     | CCC Sprandi Polkowice   |  |
| Leszek Pluciński    | 3 juin 1990       | Pologne     | CCC Sprandi Polkowice   |  |
| Simone Ponzi        | 17 janvier 1987   | Italie      | Southeast               |  |
| Davide Rebellin     | 9 août 1971       | Italie      | CCC Sprandi Polkowice   |  |
| Branislau Samoilau  | 25 mai 1985       | Biélorussie | CCC Sprandi Polkowice   |  |
| Grzegorz Stępniak   | 24 mars 1989      | Pologne     | CCC Sprandi Polkowice   |  |
| Patryk Stosz        | 15 juillet 1994   | Pologne     | CCC Sprandi Polkowice   |  |
| Sylwester Szmyd     | 2 mars 1978       | Pologne     | CCC Sprandi Polkowice   |  |
| Mateusz Taciak      | 16 juin 1984      | Pologne     | CCC Sprandi Polkowice   |  |

Portraits
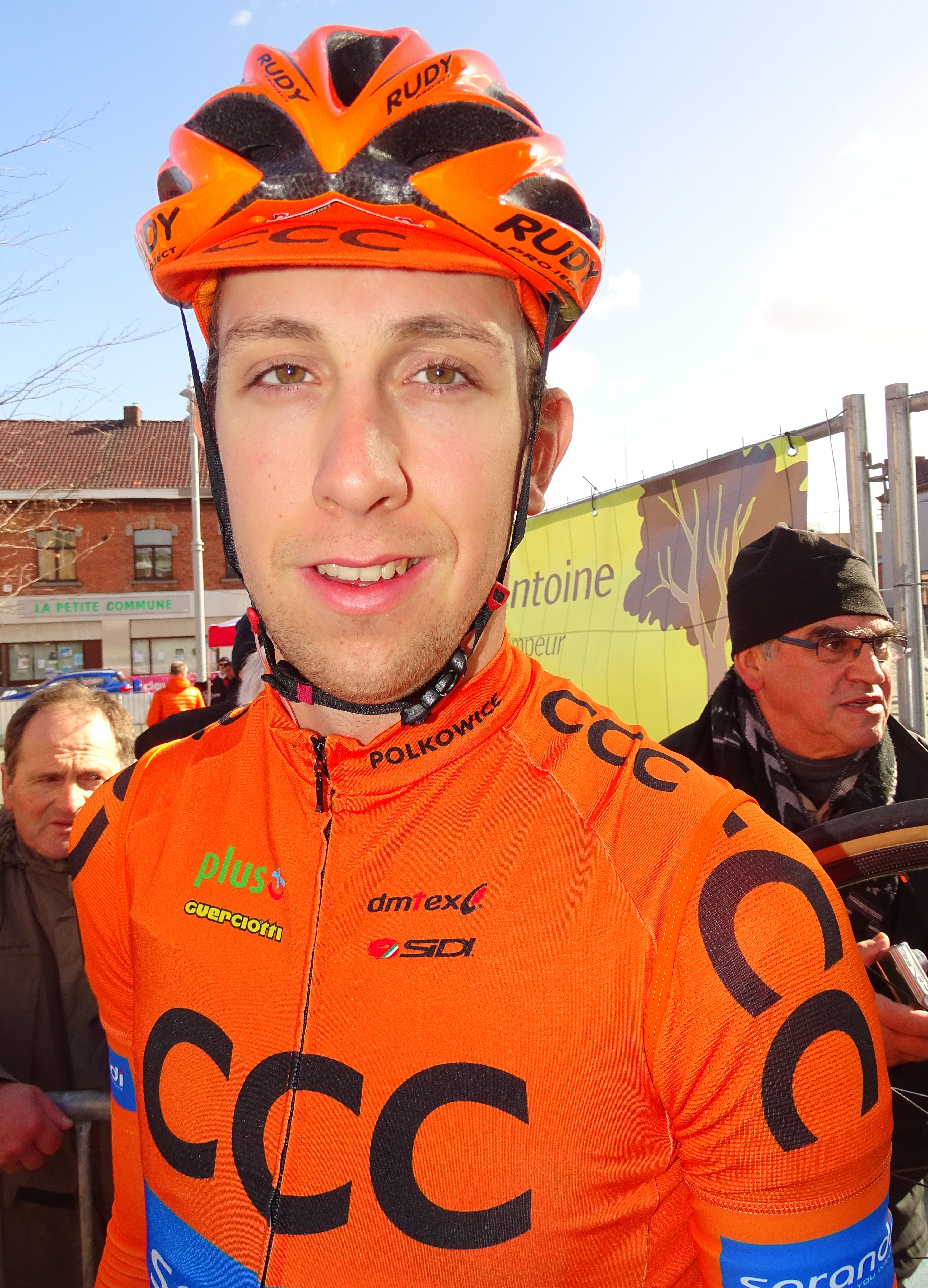
Josef Černý.
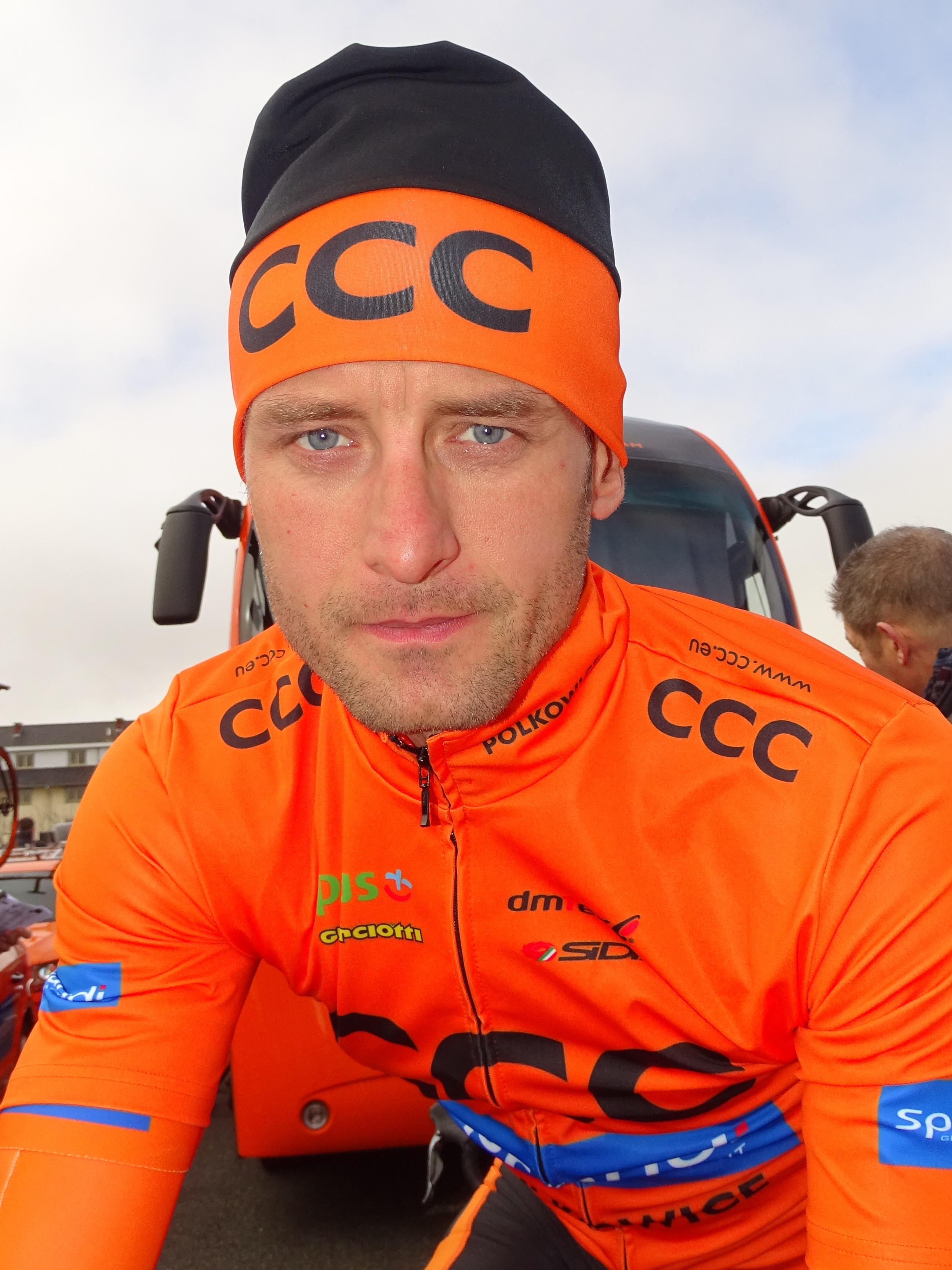
Tomasz Kiendyś.
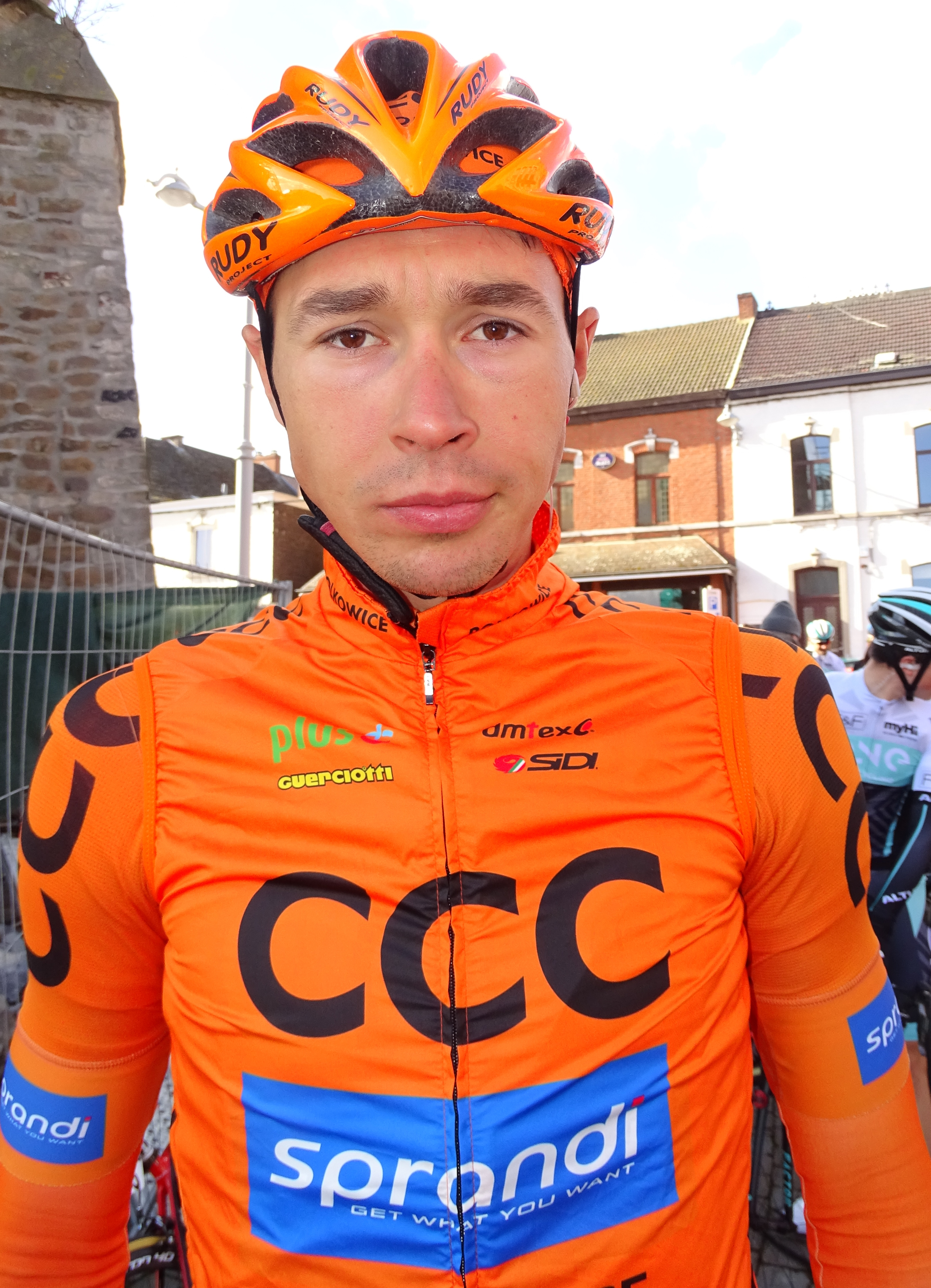
Adrian Kurek.
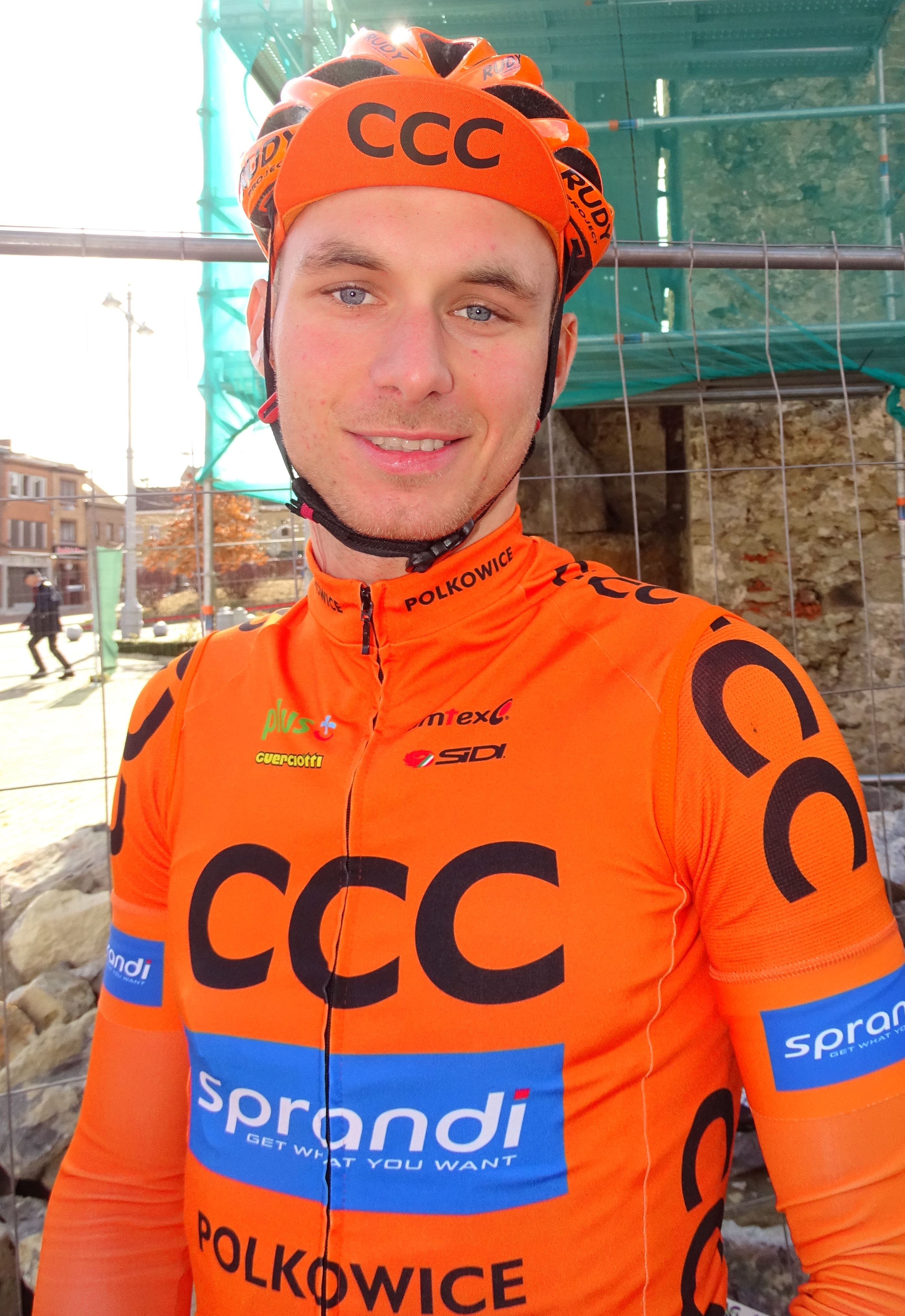
Eryk Latoń.
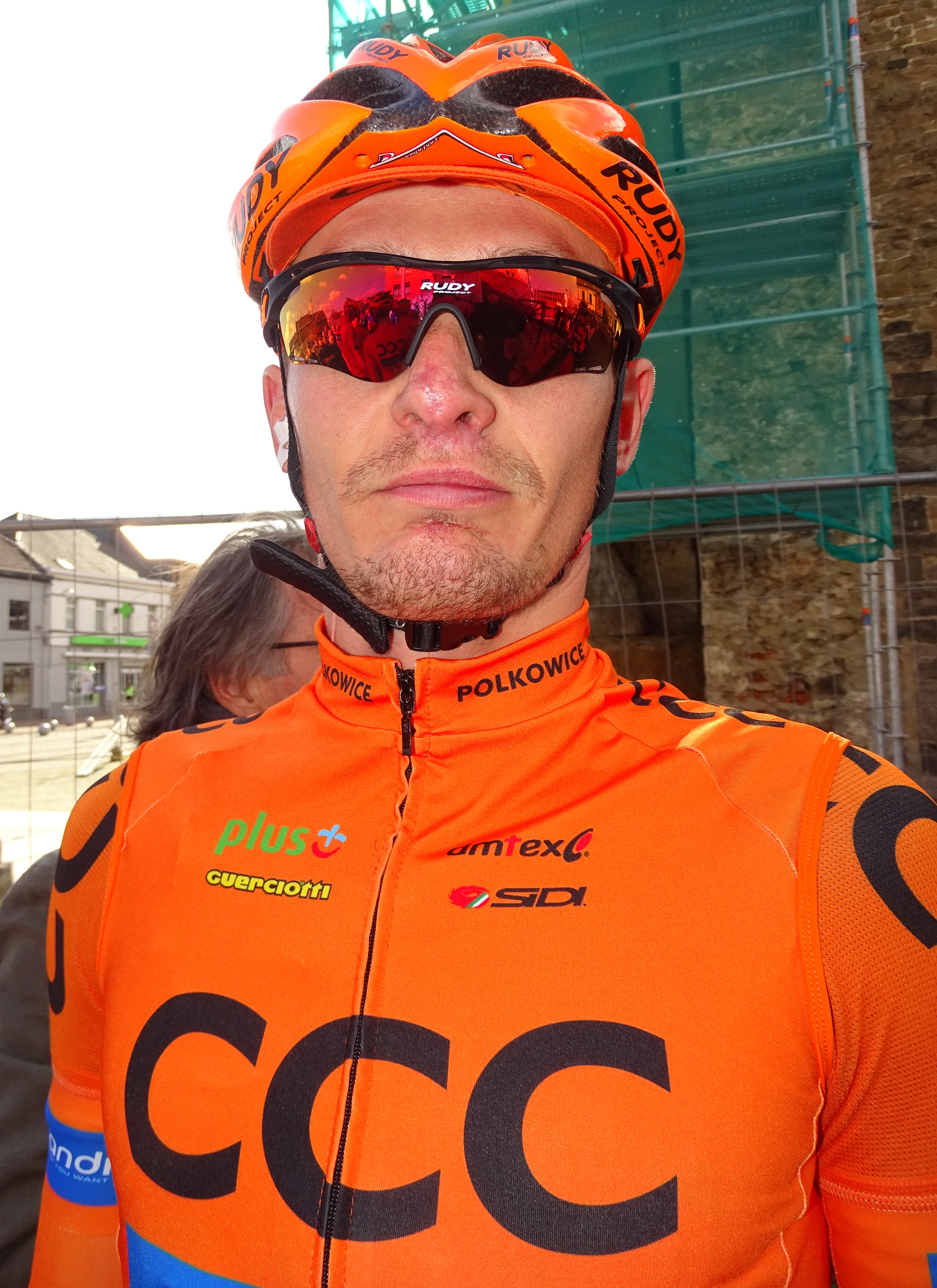
Jarosław Marycz.
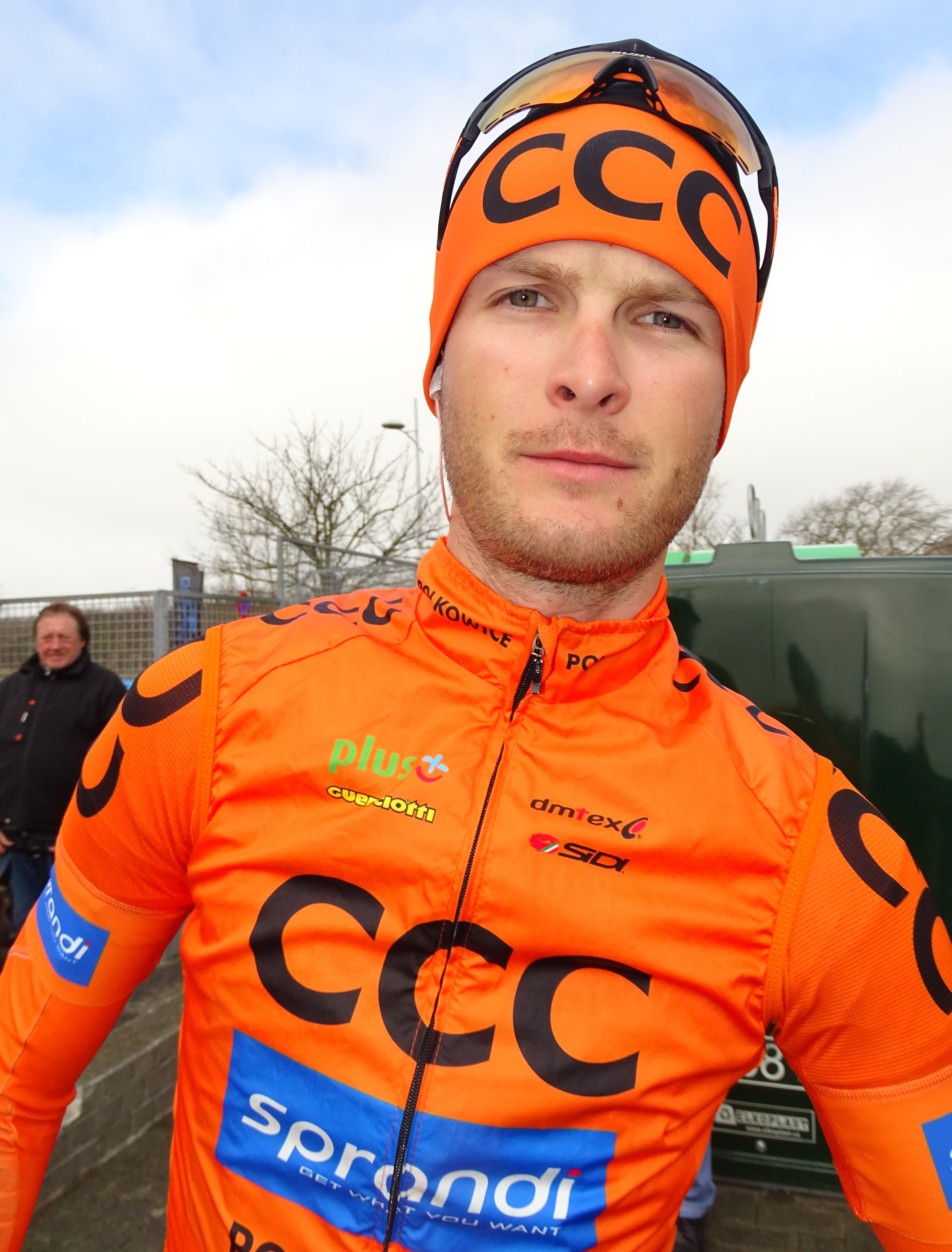
Marcin Mrożek.
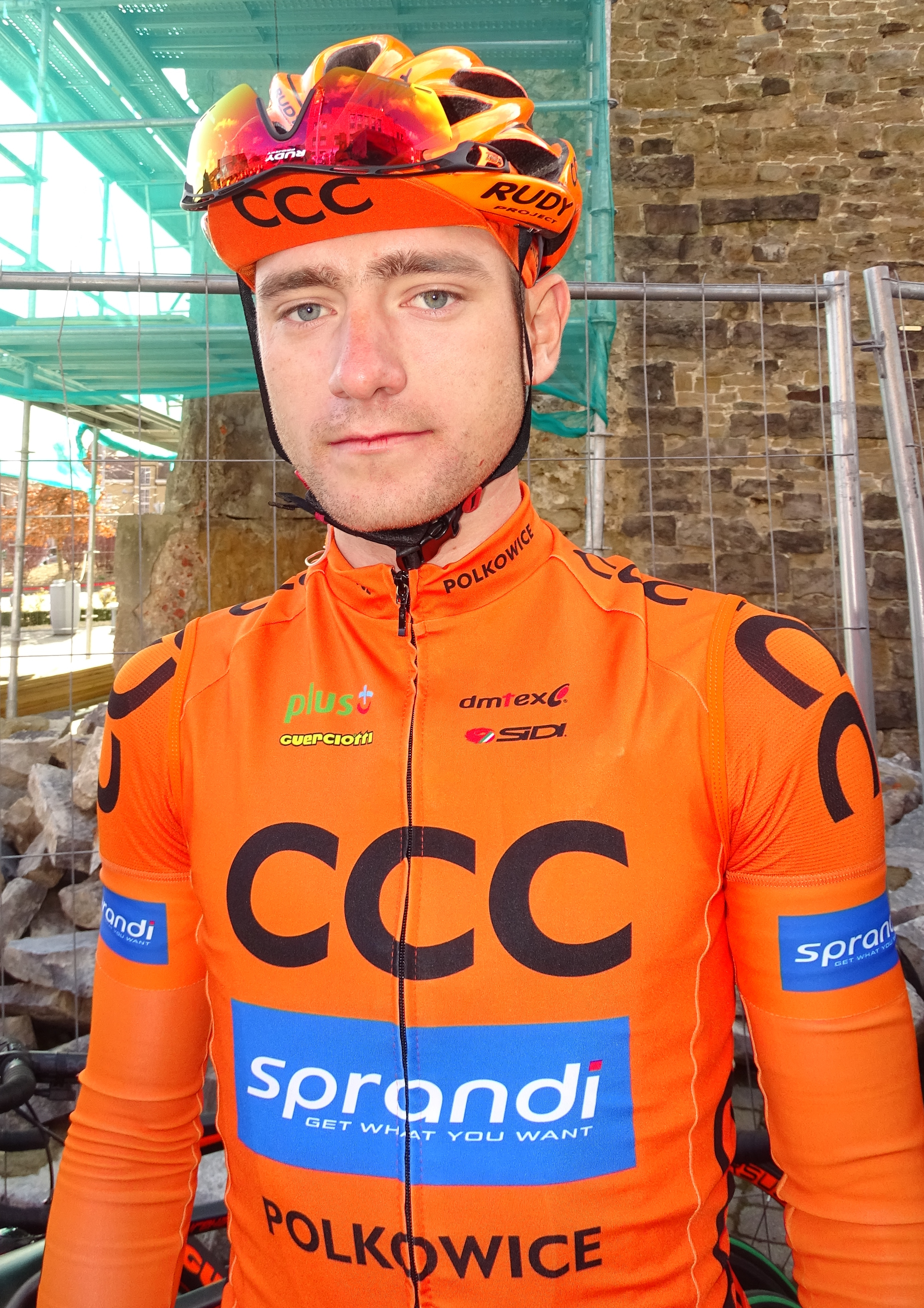
Łukasz Owsian.
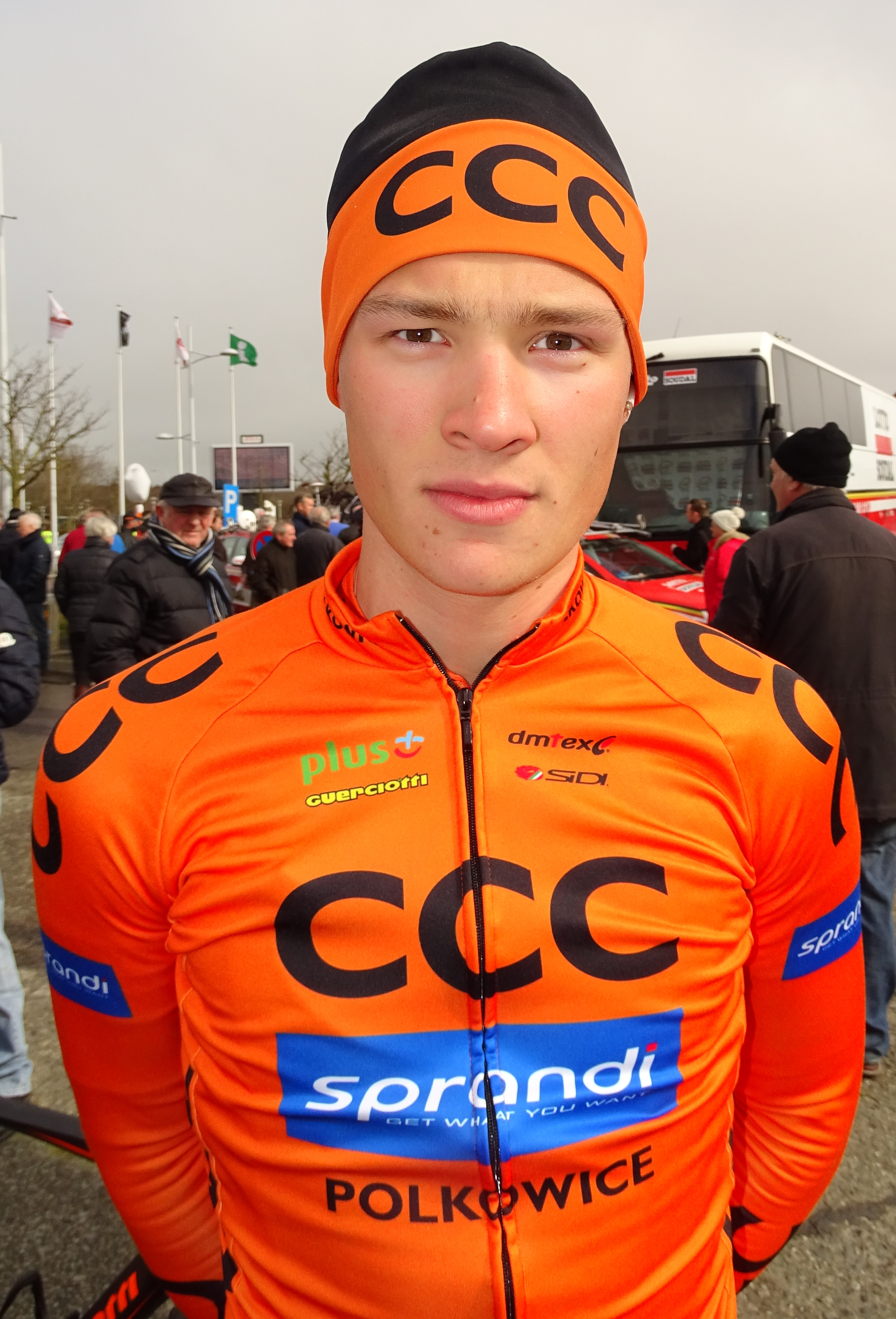
Michał Paluta.
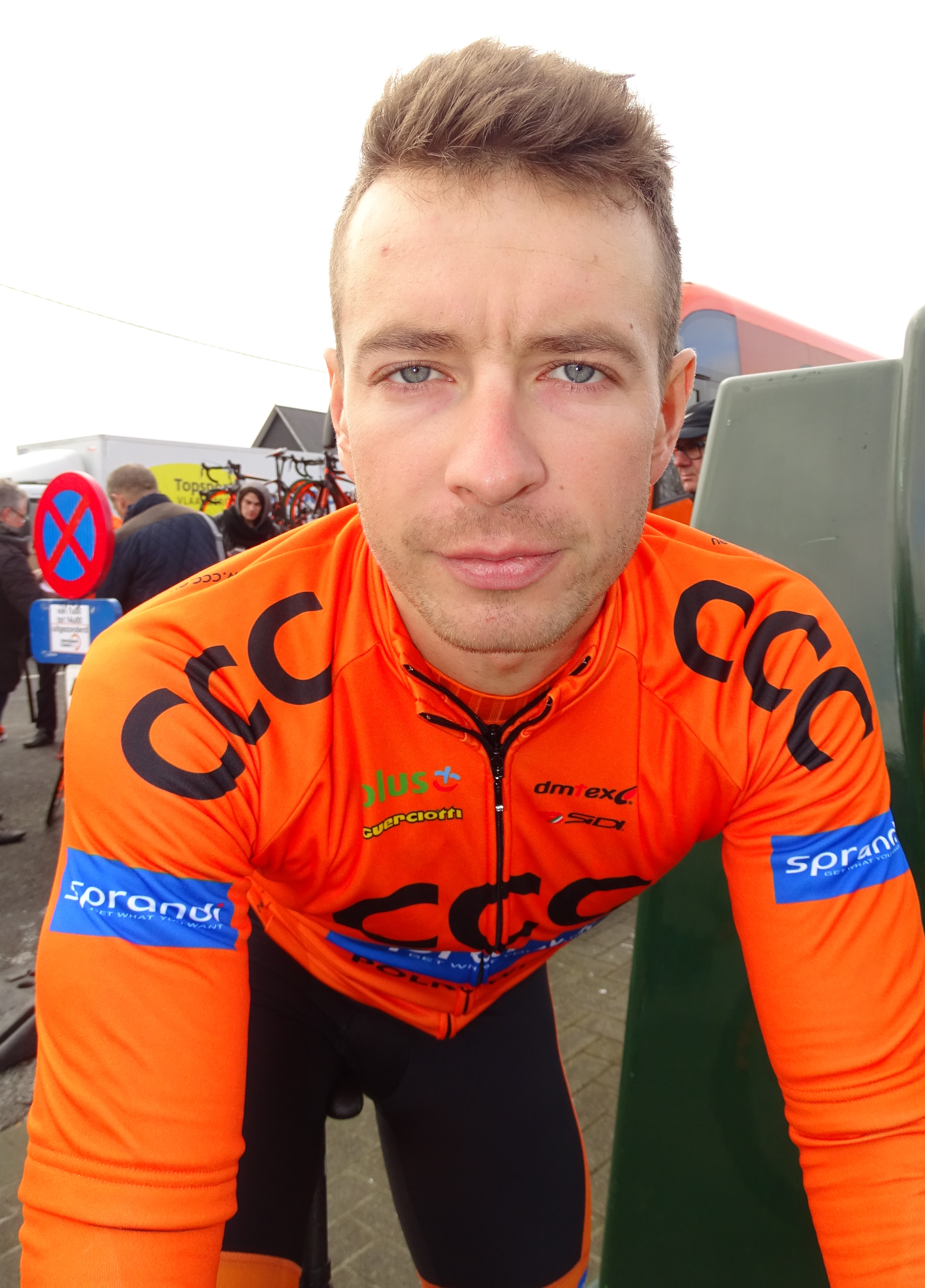
Grzegorz Stępniak.
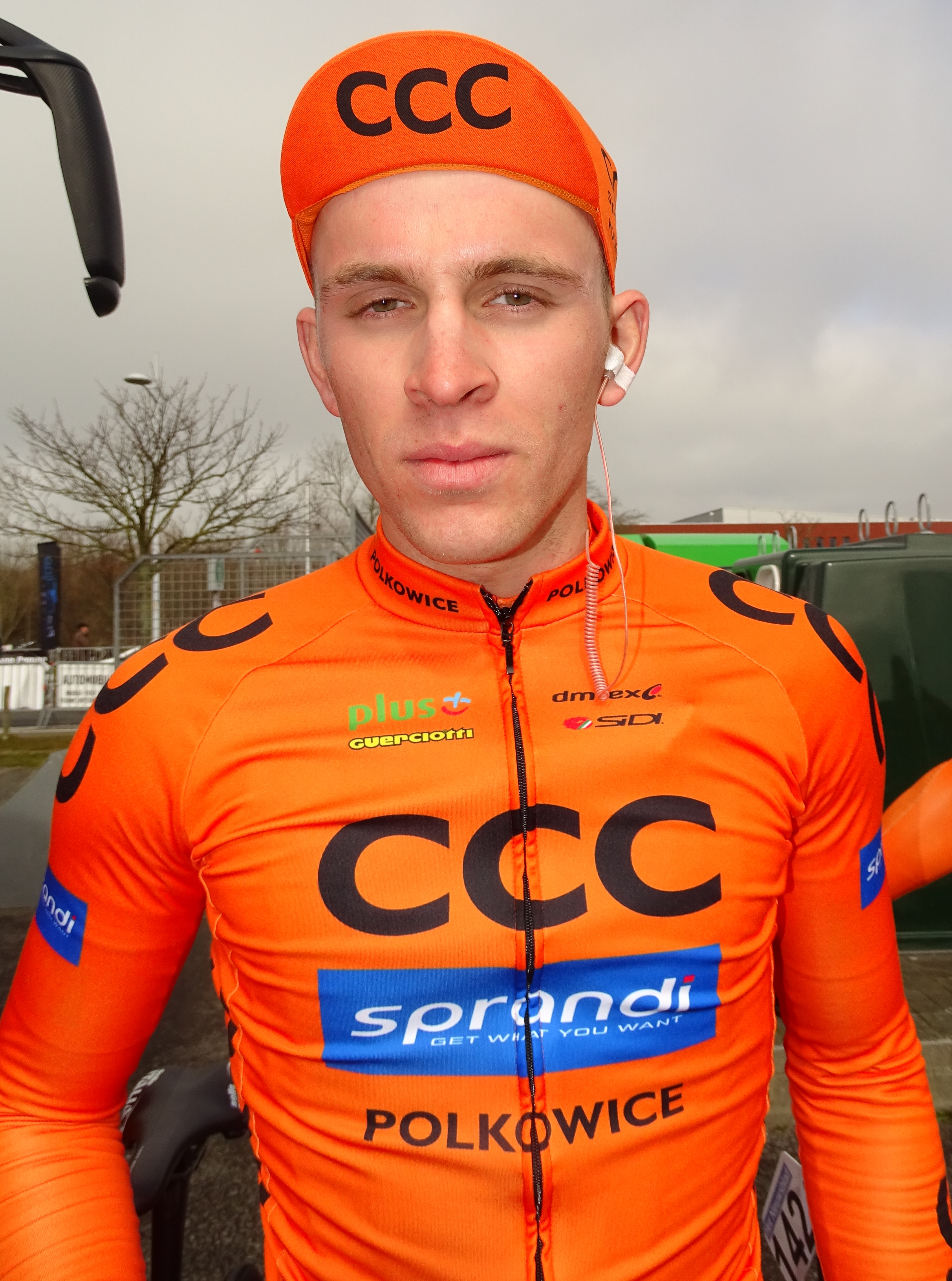
Patryk Stosz.
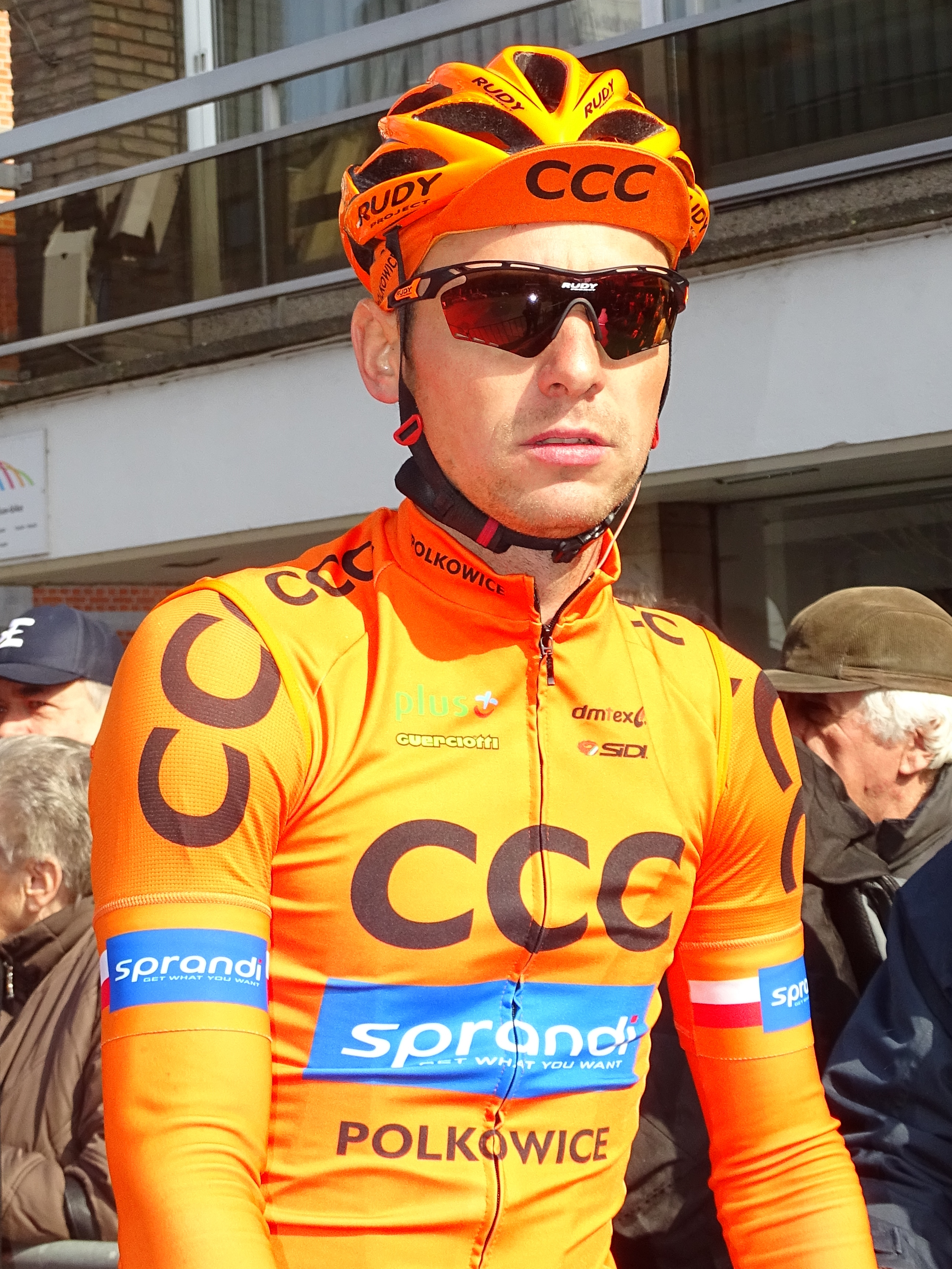
???.
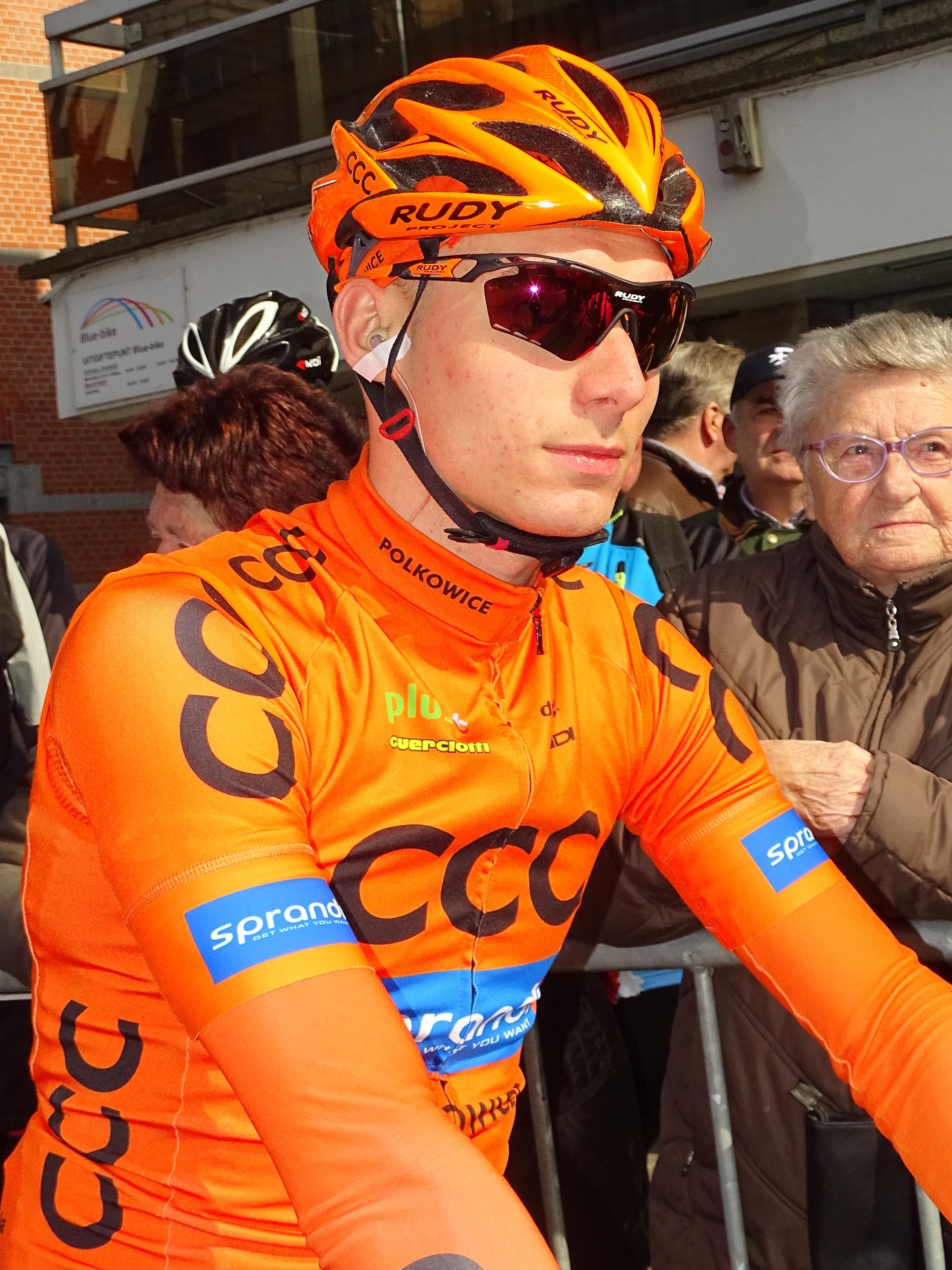
???.

## Bilan de la saison

### Victoires
| Date       | Course                                             | Pays     | Classe | Vainqueur         |
| ---------- | -------------------------------------------------- | -------- | ------ | ----------------- |
| 14/05/2016 | Visegrad 4 Bicycle Race - GP Polski                | Pologne  | 1.2    | Łukasz Owsian     |
| 17/05/2016 | Prologue du Bałtyk-Karkonosze Tour                 | Pologne  | 2.2    | Maciej Paterski   |
| 22/05/2016 | 5e étape du Bałtyk-Karkonosze Tour                 | Pologne  | 2.2    | Mateusz Taciak    |
| 22/05/2016 | 6e étape du Bałtyk-Karkonosze Tour                 | Pologne  | 2.2    | Maciej Paterski   |
| 22/05/2016 | Classement général du Bałtyk-Karkonosze Tour       | Pologne  | 2.2    | Mateusz Taciak    |
| 27/05/2016 | 1re étape du Tour d'Estonie                        | Estonie  | 2.1    | Grzegorz Stępniak |
| 28/05/2016 | Classement général du Tour d'Estonie               | Estonie  | 2.1    | Grzegorz Stępniak |
| 12/06/2016 | Classement général du Tour of Malopolska           | Pologne  | 2.2    | Mateusz Taciak    |
| 22/06/2016 | Championnat de Pologne du contre-la-montre espoirs | Pologne  | CN     | Patryk Stosz      |
| 25/06/2016 | Championnat de Pologne sur route espoirs           | Pologne  | CN     | Michał Paluta     |
| 06/07/2016 | 4e étape du Tour d'Autriche                        | Autriche | 2.1    | Jan Hirt          |
| 08/07/2016 | 2e étape du Sibiu Cycling Tour                     | Roumanie | 2.1    | Nikolay Mikhailov |
| 09/07/2016 | Classement général du Tour d'Autriche              | Autriche | 2.1    | Jan Hirt          |
| 10/07/2016 | Classement général du Sibiu Cycling Tour           | Roumanie | 2.1    | Nikolay Mikhailov |
| 30/07/2016 | 3e étape du Dookola Mazowsza                       | Pologne  | 2.2    | Tomasz Kiendys    |

### Résultats sur les courses majeures
Les tableaux suivants représentent les résultats de l'équipe dans les principales courses du calendrier international dans lesquelles l'équipe bénéficie d'une invitation (les cinq classiques majeures et les trois grands tours). Pour chaque épreuve est indiqué le meilleur coureur de l'équipe, son classement ainsi que les accessits glanés par CCC Sprandi Polkowice sur les courses de trois semaines.

#### Classiques
| Classique            | Milan-San Remo        | Tour des Flandres     | Paris-Roubaix | Liège-Bastogne-Liège | Tour de Lombardie |
| -------------------- | --------------------- | --------------------- | ------------- | -------------------- | ----------------- |
| Coureur (classement) | Davide Rebellin (21e) | Jarosław Marycz (69e) | Non invitée   | Non invitée          |                   |

#### Grands tours
| Grand tour           | Tour d'Italie | Tour de France | Tour d'Espagne |
| -------------------- | ------------- | -------------- | -------------- |
| Coureur (classement) | Non invitée   | Non invitée    |                |
| Accessits            | -             | -              |                |